# Stadion Mohameda Hamlaoui
Stadion Chahid Hamlaoui (arab. ملعب الشهيد حملاوي) – wielofunkcyjny stadion w Konstantynie, Algieria. Jest on używany głównie dla meczów piłki nożnej. Stadion może pomieścić 40 000 osób. Służy on jako domowy stadion MO Constantine i CS Constantine.